# Сухарев, Владимир Григорьевич
Владимир Григорьевич Сухарев  (Сухарёв) (30 октября 1946, Казань, Татарская АССР, СССР) — советский футболист, защитник.
Воспитанник казанской ДЮСШ «Стрела». В команде мастеров дебютировал в 1956 году в классе «Б» в составе «Нефтяника» Бугульма. В 1966—1967 годах проходил армейскую службу. В 1966 году провёл четыре матча за дубль ЦСКА. В 1968—1970 играл за альметьевский «Буровик», в 1971—1974 — за пермскую «Звезду». В 1977 году провёл 16 игр в высшей лиге в составе ленинградского «Зенита». В 1976—1977 годах играл в казанском «Рубине», после чего выступал в местных командах КФК «Синтез», «Стрела» и «Тасма».